# مشيكة
مَشيكة أو مشيكو أو (نقحرة: ماشيكو) هي مدينة من مدن البرتغال تقع في جزر ماديرا. يبلغ عدد سكانها 21,828 نسمة وذلك حسب إحصائيات سنة 2011.

## المناخ
يظهر الجدول التالي التغييرات المناخية على مدار السنة لمشيكة:
| البيانات المناخية لـمشيكة         | البيانات المناخية لـمشيكة | البيانات المناخية لـمشيكة | البيانات المناخية لـمشيكة | البيانات المناخية لـمشيكة | البيانات المناخية لـمشيكة | البيانات المناخية لـمشيكة | البيانات المناخية لـمشيكة | البيانات المناخية لـمشيكة | البيانات المناخية لـمشيكة | البيانات المناخية لـمشيكة | البيانات المناخية لـمشيكة | البيانات المناخية لـمشيكة | البيانات المناخية لـمشيكة |
| الشهر                             | يناير                     | فبراير                    | مارس                      | أبريل                     | مايو                      | يونيو                     | يوليو                     | أغسطس                     | سبتمبر                    | أكتوبر                    | نوفمبر                    | ديسمبر                    | المعدل السنوي             |
| --------------------------------- | ------------------------- | ------------------------- | ------------------------- | ------------------------- | ------------------------- | ------------------------- | ------------------------- | ------------------------- | ------------------------- | ------------------------- | ------------------------- | ------------------------- | ------------------------- |
| متوسط درجة الحرارة الكبرى °م (°ف) | 18 (64)                   | 18 (64)                   | 18 (64)                   | 19 (66)                   | 21 (70)                   | 23 (73)                   | 24 (75)                   | 25 (77)                   | 25 (77)                   | 23 (73)                   | 21 (70)                   | 20 (68)                   | 21 (70)                   |
| المتوسط اليومي °م (°ف)            | 16 (61)                   | 16 (61)                   | 16 (61)                   | 17 (63)                   | 18 (64)                   | 21 (70)                   | 22 (72)                   | 23 (73)                   | 23 (73)                   | 21 (70)                   | 19 (66)                   | 18 (64)                   | 19 (66)                   |
| متوسط درجة الحرارة الصغرى °م (°ف) | 14 (57)                   | 14 (57)                   | 14 (57)                   | 14 (57)                   | 16 (61)                   | 17 (63)                   | 19 (66)                   | 20 (68)                   | 20 (68)                   | 19 (66)                   | 17 (63)                   | 15 (59)                   | 17 (63)                   |
| الهطول مم (إنش)                   | 110 (4.3)                 | 80 (3.1)                  | 60 (2.4)                  | 70 (2.8)                  | 20 (0.8)                  | 10 (0.4)                  | 10 (0.4)                  | 10 (0.4)                  | 40 (1.6)                  | 100 (3.9)                 | 100 (3.9)                 | 90 (3.5)                  | 710 (28.0)                |
| المصدر: Weatherbase               |                           |                           |                           |                           |                           |                           |                           |                           |                           |                           |                           |                           |                           |

## أعلام
- خوسيه إدواردو فرانكو
- إيفو فييرا